# Краснянка (Ростовская область)
Краснянка — хутор в Миллеровском районе Ростовской области. Входит в состав Первомайского сельского поселения.

## География

### Улицы
- ул. Первомайская,
- ул. Прудная,
- ул. Тенистая.

## Население
| 2010 |
| ---- |
| 247  |